# Wallington (Victoria)
Wallington is een plaats in de Australische deelstaat Victoria en telt 1353 inwoners (2006).